# Orillas de San Juan
Orillas de San Juan är en ort i Mexiko.   Den ligger i kommunen San Juan Quiahije och delstaten Oaxaca, i den sydöstra delen av landet, 400 km sydost om huvudstaden Mexico City. Orillas de San Juan ligger 1 906 meter över havet och antalet invånare är 140.
Terrängen runt Orillas de San Juan är kuperad åt sydväst, men åt nordost är den bergig. Orillas de San Juan ligger uppe på en höjd. Runt Orillas de San Juan är det ganska tätbefolkat, med 78 invånare per kvadratkilometer. Närmaste större samhälle är San Miguel Panixtlahuaca, 9,6 km sydväst om Orillas de San Juan. I omgivningarna runt Orillas de San Juan växer i huvudsak städsegrön lövskog.